# Robert Jackson Bennett
Robert Jackson Bennett (Baton Rouge, Luisiana, 1984) es un escritor de fantasía estadounidense. Bennett graduó en la Universidad de Texas en 2005 y se estableció en Austin (Texas). Su debut como autor fue la novela Mr. Shivers (2010). En los siguientes años escribió The Company Man (2011), The Troupe (2012) y American Elsewhere (2013).
La quinta novela de Bennett, City of Stairs (2014), fue la primera de una trilogía de fantasía, The Divine Cities, seguida de City of Blades (2016) y City of Miracles (2017). The Divine Cities fue nominada a mejor saga por los Premios Hugo en 2018, pero perdió ante El Legado de los Cinco Dioses, de Lois McMaster Bujold.
En agosto de 2018, Bennett publicó Entremuros, la primera entrega de su nueva serie, Los fundadores.

## Obra

### Novelas
- Mr. Shivers (2010).
- The Company Man (2011).
- The Troupe (2012).
- American Elsewhere (2013).

#### Trilogía The Divine Cities
1. City of Stairs (2014)
2. City of Blades (2016)
3. City of Miracles (2017)

#### Trilogía Los Fundadores
1. Entremuros (2018, Foundryside). Publicado en español por el sello Gamon+ de Trini Vergara Ediciones en 2022.
2. Shorefall (2020)
3. Locklands (2022)

## Premios y nominaciones
| Work               | Year | Award                 | Category                                            | Result   | Ref.          |
| ------------------ | ---- | --------------------- | --------------------------------------------------- | -------- | ------------- |
| Mr. Shivers        | 2010 | Shirley Jackson Award | Mejor novela                                        | GANADOR  | [ 5 ] [ 6 ]   |
| Mr. Shivers        | 2011 | British Fantasy Award | The Sydney J. Bounds Award por mejor primera novela | GANADOR  | [ 7 ]         |
| The Company Man    | 2012 | Philip K. Dick Award  | Mención especial                                    | GANADOR  | [ 8 ] [ 9 ]   |
| The Company Man    | 2012 | Edgar Award           | Mejor Paperback Original                            | GANADOR  | [ 10 ]        |
| American Elsewhere | 2013 | Shirley Jackson Award | Mejor novela                                        | GANADOR  | [ 11 ] [ 12 ] |
| City of Stairs     | 2015 | Locus Award           | Mejor novela de fantasía                            | NOMINADO | [ 13 ]        |
| City of Stairs     | 2015 | World Fantasy Award   | Mejor novela                                        | NOMINADO | [ 14 ]        |
| City of Stairs     | 2015 | British Fantasy Award | Mejor novela de fantasía                            | NOMINADO | [ 15 ] [ 16 ] |
| City of Blades     | 2017 | Locus Award           | Mejor novela de fantasía                            | NOMINADO | [ 17 ]        |
| City of Miracles   | 2018 | Locus Award           | Mejor novela de fantasía                            | NOMINADO | [ 18 ]        |
| The Divine Cities  | 2018 | Hugo Award            | Mejor serie                                         | NOMINADO | [ 19 ] [ 20 ] |
| Entremuros         | 2019 | Locus Award           | Mejor novela de fantasía                            | NOMINADO | [ 21 ]        |
| Entremuros         | 2019 | British Fantasy Award | Mejor novela de fantasía                            | NOMINADO | [ 22 ] [ 23 ] |
| Entremuros         | 2019 | Dragon Award          | Mejor novela de fantasía                            | NOMINADO | [ 24 ]        |